# 稲城亜丁空港
稲城亜丁空港（ダオチェン・ヤーディンくうこう） (IATA: DCY, ICAO: ZUDC) は中華人民共和国四川省カンゼ・チベット族自治州稲城県にある空港。県都から50km北の桑堆郷の中に位置し、亜丁自然保護区から130km離れている。
海抜4411mに位置する当空港は、チベットのチャムド・バンダ空港（海抜4334m）の記録を抜いて世界最高所の民間空港となっている。なお、ナクチュ・ダグリン空港が標高4,436メートル(14,544フィート)の場所に建設中だったが、2015年4月、標高の高い空港の安全基準を再検討するとして今後2年間の工事の中止を決めた。新基準の策定には2、3年はかかる見込みといい、しばらくは本空港が世界最高所の空港となる。
2011年4月に空港の建設が承認され、15.8億元かけて建設された空港は2013年9月16日に開港した。初就航便は省都・成都市発の中国国際航空4215便（使用機材：エアバス A319）で、乗客118人が搭乗していた。それまで稲城県と成都市の間はバスで2日かかっていたが、これにより約1時間に短縮された。

## 設備
稲城亜丁空港は全長4200mの滑走路を1本有する4C級の空港である。UFOのような形をしたターミナルビル（5000平方メートル）がある。年間280,000人の旅客を処理できる。

## 就航路線
開業時は稲城-成都間に定期便が1便 (CA 4215/4216) あるのみであり、2013年10月1日までに重慶市や馬爾康県へ向かう便が就航する予定である。2014年には広州市や上海市、西安市へ向かう便の設定が計画されている。
| 航空会社     | 就航地     |
| ------------ | ---------- |
| 中国国際航空 | 成都       |
| 中国東方航空 | 成都、瀘州 |
| 四川航空     | 成都       |